# Resolució 872 del Consell de Seguretat de les Nacions Unides
La Resolució 872 del Consell de Seguretat de les Nacions Unides fou adoptada per unanimitat el 5 d'octubre de 1993. Després de reafirmar les resolucions 812 (1993) i 846 (1993) sobre la situació a Ruanda i la  Resolució 868 (1993) sobre la seguretat de les operacions de les Nacions Unides, el Consell va subratllar la necessitat d'una força internacional al país i, per tant, va establir la Missió d'Assistència de les Nacions Unides a Ruanda (UNAMIR).
Van ser benvinguts la signatura dels Acords d'Arusha i els esforços de l'Organització de la Unitat Africana (OUA) i Tanzània a aquest respecte. La conclusió del Secretari General Boutros Boutros-Ghali és que la cooperació plena de les parts és imprescindible perquè les Nacions Unides compleixin el seu mandat. En aquest sentit, la UNAMIR es va establir per un període de sis mesos, amb la condició que s'ampliarà més enllà dels noranta dies inicials després de la revisió del Consell sobre si s'ha avançat cap a l'aplicació dels Acords d'Arusha. A continuació, va decidir que la UNAMIR tingués el següent mandat:
(a) contribuir a la seguretat de Kigali;
(b) vigilar l'alto el foc que exigia l'establiment de cantonament, zones de reunió i la demarcació de la nova zona desmilitaritzada;
(c) supervisar la situació de seguretat durant el darrer període del mandat del govern de transició en la preparació de les eleccions;
(d) ajudar en desminatge;
(e) investigar l'incompliment dels acords d'Arusha;
(f) supervisar la repatriació dels refugiats ruandesos i el reassentament de persones desplaçades;
(g) ajudar en la coordinació de l'ajuda humanitària;
(h) investigar i informar sobre incidències relatives a les activitats de la gendarmeria i la policia.
La Missió d'Observació de les Nacions Unides a Uganda-Ruanda es va integrar a la UNAMIR, i el Consell va aprovar la decisió de Boutros-Ghali de declarar que el desplegament i la retirada de la UNAMIR es duria a terme de manera progressiva i, en aquest respecte, si es prorrogués, s'espera que finalitzi després de les eleccions nacionals i la instal·lació d'un nou govern a Ruanda, programat per a l'octubre de 1995. El secretari general va estar autoritzat a desplegar el primer contingent de 2.548 efectius a Kigali per un període inicial de sis mesos, cosa que li permet establir institucions de transició i implementar altres disposicions de l'Acord de Pau d'Arusha.
Allà també se li va demanar que informés sobre el progrés de la UNAMIR i els requisits per a la seva major escala i composició. També li va demanar que mantingués la màxima potència de la missió el més baix possible, per exemple, a través d'un desplegament per etapes, i els havien de ser considerats retalls de planificació. Es va donar la benvinguda a la intenció del secretari general de nomenar un representant especial que dirigís la missió. El Consell de Seguretat li va demanar que tingués efecte un acord sobre l'estatut de la transacció per tancar-se dins dels 30 dies següents.
Finalment, la resolució demana a les parts que garanteixin la seguretat del personal de les Nacions Unides i que els Estats membres, els organismes especialitzats i les organitzacions no governamentals aportin ajuda econòmica, financera i humanitària a la població i la democratització de Ruanda.